# Kun Zita
Kun Zita (Eger, 2000. április 25. – Eger, 2013. december 18.) magyar atléta, az Egri Városi Sportiskola egykori játékosa. A magyar sporttársadalom az egyik legreményteljesebb atlétának tartotta.

## Élete
2010-ben az egri Eszterházy Károly Főiskola rekortán borítású atlétikai sportcentrumában szervezett gyermekbajnokságon három aranyérmet szerzett a 10 évesek kategóriájában: egyet 60 méter síkfutásban, egyet 600 méter síkfutásban és egyet távolugrásban. 2011-ben szintén a Heves Megyei Atlétikai Gyermekbajnokságon kislabdahajításban és 60 méter gátfutásban aranyérmet szerzett a 11 évesek kategóriájában. 2012-ben 60 méter síkfutásban, 60 méter gátfutásban, 300 méter síkfutásban, magasugrásban és távolugrásban aranyérmet szerzett a Heves Megyei Atlétikai Gyermekbajnokságon a 12 évesek kategóriájában.
A 2010-es Debrecenben megszervezésre került Nemzetközi Gyermek Atlétikai Fesztiválon Kun Zita 60 méter síkfutásban és távolugrásban első helyezést ért el. 2011-ben szintén a Nemzetközi Gyermek Atlétikai Fesztiválon gátfutásban és távolugrásban szerzett aranyérmet.
A 2012 májusában a MVSI-kupán három aranyérmet szerzett: egyet 60 méter gátfutásban, egyet 60 méter síkfutásban, egyet távolugrásban.
2012-ben varsói Nemzetközi Gyermek Atlétikai Versenyen távolugrásban aranyérmet szerzett, 2013-ban pedig szintén távolugrásban ezüstérmet szerzett.
2013-ban a Magyar Atlétikai Szövetség nemzetközi versenyén távolugrásban és 60 méter gáton aranyérmet szerzett.
A 2013-ban szervezett Junior- és Serdülő Ügyességi- és Gátfutó Csapatbajnokságon Kun Zitáék csapata 80 m gátfutásban, magasugrásban, gerelyhajításban és távolugrásban indult és ért el helyezést.

### Halála
Kun Zita személyében egy csodálatos tüneményt, egy elképesztő ígéretet, egy potenciális világklasszist, akár majdani olimpiai érmest veszítettünk el 13 éves korában. A magyar atlétika az egyik legnagyobb reménységével lett mérhetetlenül szegényebb.
Kun Zita 2013. december 15-én zuhanyozás közben szén-monoxid-mérgezést szenvedett egri otthonában. A mentők a helyszínen újraélesztették és válságos állapotban kórházba szállították. Az orvosok hiába küzdöttek az életéért, december 18-án, szerdán elhunyt.

## Emlékezete
2014. április 25-én – Kun Zita születése évfordulóján – Egerben a Leányka úti sporttelepen japán díszcseresznyét ültettek az emlékére az Egri Városi Sportiskola atlétika szakosztálya tagjai és a családja.
2015 óta a Serdülő és Újonc Atlétikai Bajnokságban az újonc leány távolugrás győztese elnyeri a Petrovai család által alapított Kun Zita-díjat.

## Eredményei
Kun Zita elért eredményei
- Varsói Gyermek Európa Kupa (2012)
  - távolugrás – 1. hely
- Országos Fedett pályás Bajnokság (2013)
  - 60 méter gát futás – 1. hely
  - távolugrás – 1. helyezés
- Dortmundi Nemzetközi Gyermek Atlétika Bajnokság (2013)
  - 60 méter gát – 1. hely
  - távolugrás – 1. hely
- Országos Diákolimpia Összetett Bajnokság (2013)
  - 4 próba – 1. hely
- Országos Diákolimpia Egyéni Bajnokság (2013)
  - 60 méter síkfutás – 2. hely
  - távolugrás – 1. hely
- Budapest Bajnokság (2013)
  - 80 méter gát – 1. hely
  - távolugrás – 1. hely
- Serdülő Országos Bajnokság (2013)
  - 80 méter gát – 1. hely
  - távolugrás – 1. hely
  - magasugrás – 1. hely.

Egyéni csúcsai:
- Távolugrás: 560 centiméter
- 80 m gát: 11,95 másodperc
- 60 m sík: 8,05 másodperc
- magasugrás: 159 centiméter